# Carolin-fallet

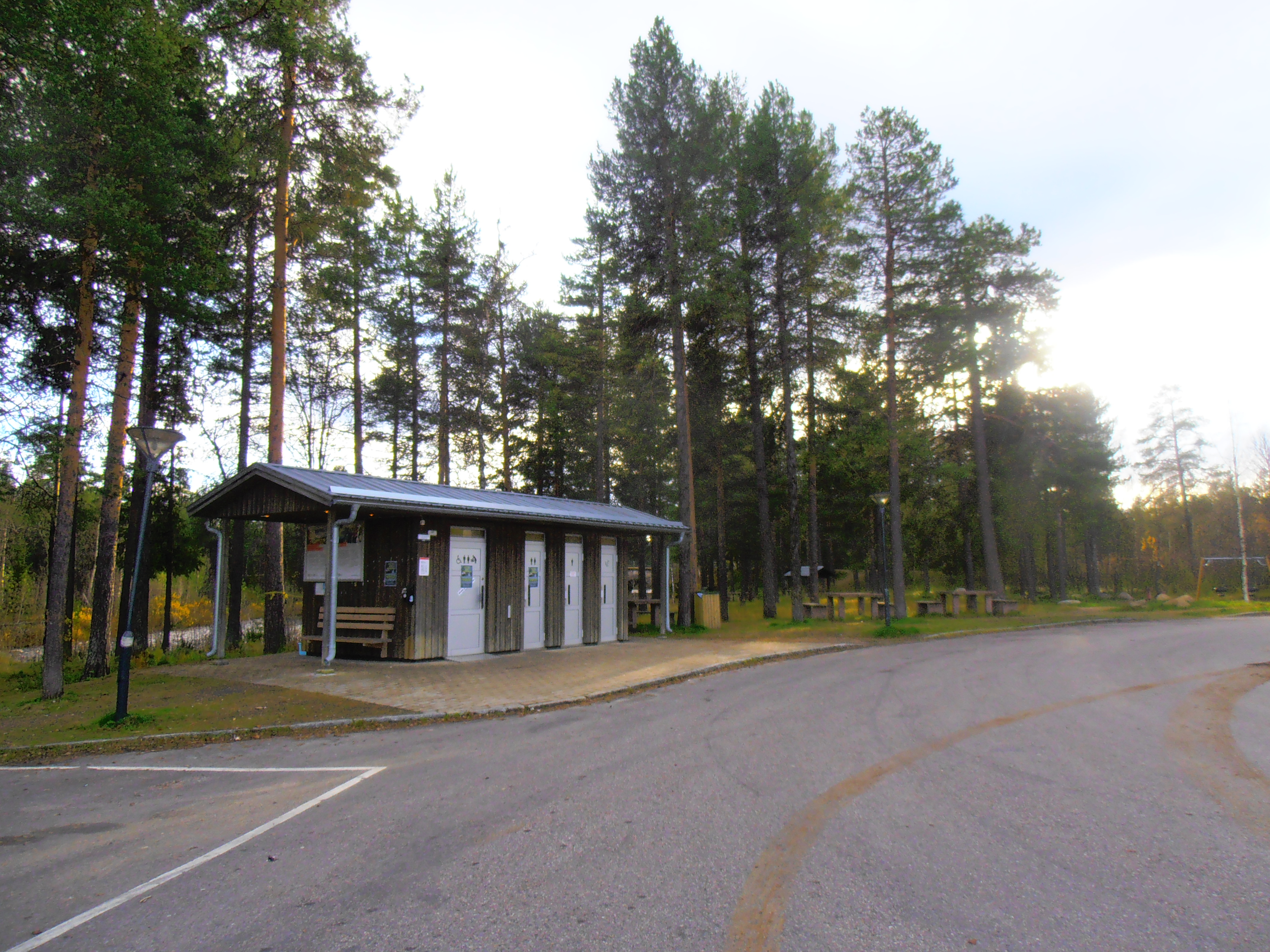
Rastplats Stenbron i oktober 2016.

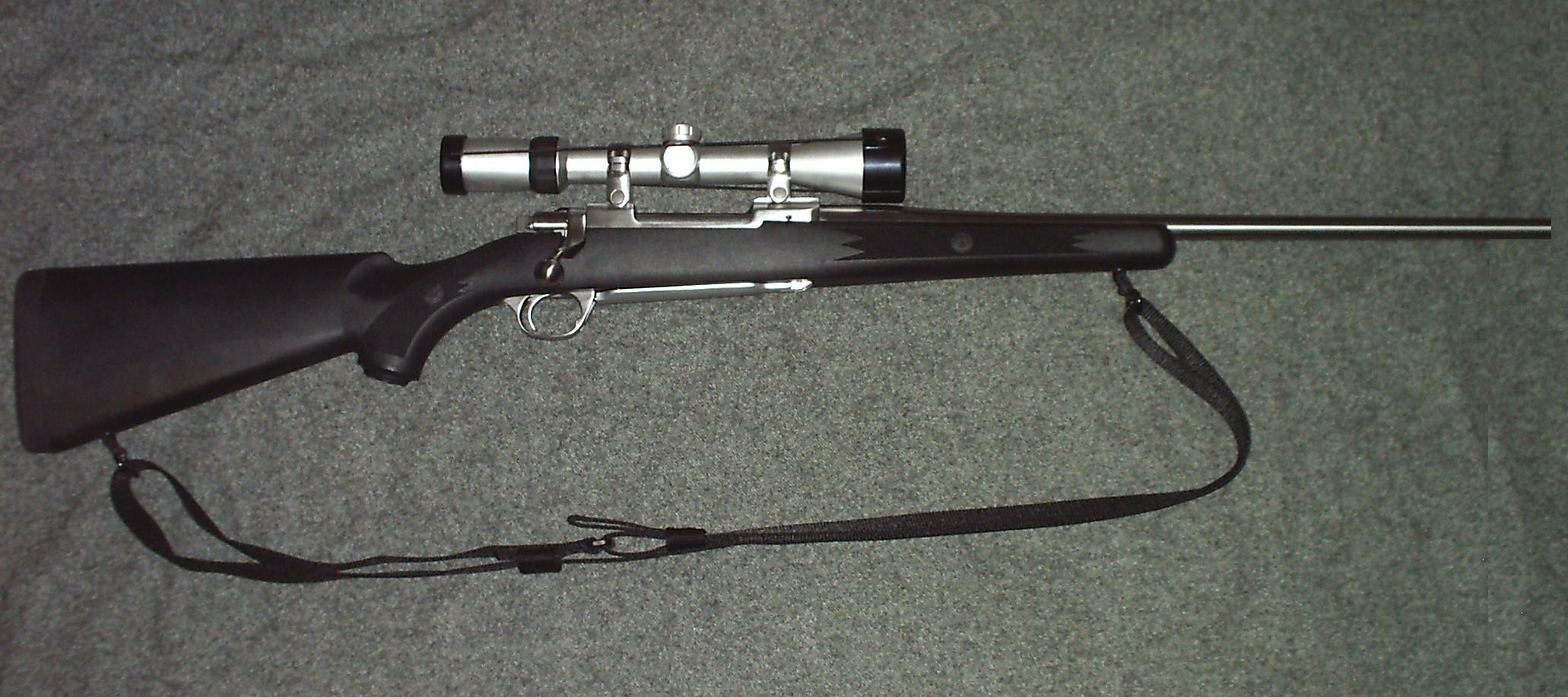
Med en älgstudsare av denna typ mördades Carolin Stenvall.

Carolin-fallet rör försvinnandet och mordet på den 29-åriga Carolin Stenvall utanför Gällivare den 12 september 2008.  

## Händelseförlopp
Stenvall var på väg från Piteå till Jukkasjärvi för en anställningsintervju när hon stannade vid rastplatsen Stenbron, en mil från Gällivare. Vad som sedan hände har inte till fullo kunnat klarläggas, eftersom redogörelsen från den person, en då 51-årig gällivarebo, Toni Alldén (numera Larsson; född 1957), som senare anhölls för mordet, inte överensstämmer med de rättsmedicinska och kriminaltekniska fynden. Enligt gärningsbeskrivningen har Alldén med tvång fört Carolin Stenvall från rastplatsen Stenbron till 58:ans rastplats; dess namn kommer av att den är belägen 58 kilometer sydost om Gällivare. På 58:ans rastplats har Alldén dödat Carolin Stenvall genom att skjuta henne i ryggen och i huvudet med sin älgstudsare Ruger 30–06. Alldén har hävdat att han trodde att Stenvall redan var död, men han har inte kunnat eller velat förklara varför han trots detta avlossade skotten mot hennes kropp.
Carolin Stenvalls förruttnade kvarlevor påträffades först den 22 oktober, sex veckor efter att brottet hade begåtts; hon hade skador i huvudet och var skjuten två gånger, enligt den rättsmedicinska undersökningen först i ryggen och därefter i huvudet. Gärningsmannen transporterade därefter runt kroppen och försökte slutligen att bränna upp den. Kvarlevorna påträffades vid en skogsväg i Lansjärv, drygt sju mil från rastplatsen Stenbron. Under de sex veckorna från försvinnandet till fyndet försökte den senare anhållne mannen förstöra alla mot honom avslöjande tekniska bevisen. Vittnesmål om olika iakttagelser gjorde att diverse fynd ändå kunde göras och bevis därmed säkras. Alldén greps därpå misstänkt för mordet, och den 2 mars 2009 ställdes han inför rätta för mordet på Carolin Stenvall i en rättegång som hölls under fyra dagar i Gällivare tingsrätt.

## Domen
Den 19 mars 2009 avkunnades tingsrättsdomen. Alldén dömdes till livstids fängelse för mord. I domen konstaterar tingsrätten att oklarheter om händelseförloppet kvarstår. Alldén överklagade domen och bytte försvarare till Leif Silbersky. Liksom i tingsrätten erkände han vållande till annans död samt brott mot griftefriden. I början av juni inleddes huvudförhandlingarna i Hovrätten för Övre Norrland. Trots spektakulära utspel av advokat Silbersky, där huvudtesen var att offret var hjärndöd när hon sköts, fastställdes den 18 juni livstidsdomen för mord. Den 27 juni rapporterades i media att Alldén avsåg att begära prövningstillstånd hos Högsta domstolen (HD); den 22 juli 2009 meddelade HD att man inte kommer att ta upp fallet till prövning. Hovrättens livstidsdom hade därmed vunnit laga kraft. 
Carolin-fallet var en av de mest uppmärksammade rättsprocesserna i Sverige under 2000-talet. Såväl lokal- som riksmedier följde och rapporterade detaljerat om fallet, från det att Carolin anmälts försvunnen, under polisspaningen efter henne och åklagarnas arbete intill direktrapportering på internet från rättegångarna.
I oktober 2018 ansökte Alldén om att få sitt livstidsstraff tidsbestämt, men året därpå avslog Örebro tingsrätt ansökan. Tingsrätten anser att Alldéns straff inte kan bli kortare än 24 år, då omständigheterna kring mordet är ”särskilt försvårande”. Alldén hade bland annat skadat gevärspipan för att försvåra identifiering.
År 2021 har åklagare i sitt yttrande medgivit tidsbestämning av straffet till 24 års fängelse i första hand och 21 års fängelse i andra hand.
Toni Alldén blev villkorligt frigiven den 12 oktober 2024.